# 高桥楼镇
高桥楼镇，是中华人民共和国江西省吉安市永新县下辖的一个乡镇级行政单位。

## 行政区划
高桥楼镇下辖以下地区：
高桥街社区、高桥村、湖塘村、莲花坪村、拿溪村、茅坪村、溶江村、引泉村、龙江村、白堡村和杉溪村。